# バッラータ
バッラータ（ballata, 複数：ballate）とは、13世紀後期から15世紀にかけて使われたイタリアの詩形、楽式。

## 概略
バッラータは最初と最後のスタンザが同じテキストの「AbbaA」という音楽的構造を持っている。そのため、フランスの三大定型詩（Formes fixes）の1つヴィルレーに大変良く似ている（バラードとは似ていない）。最初と最後の「A」は「ripresa」、「b」は「piedi」、「a」は「volta」と呼ばれる。長いバッラータは「AbbaAbbaA...」となるのだろう。ヴィルレーと違うのは、2つの「b」は普通、まったく同じ音楽を持っていることで、後期のバッラータに限ってだけ（元は紛れもなくフランスの）2通りのエンディング（開・閉）を取る。「ballata」という言葉は動詞のballare（踊る）から派生していて、確実にダンス音楽として始まった楽式である。
バッラータは、イタリア版「アルス・ノーヴァ」として知られるトレチェント時代の、重要な世俗音楽形式の1つだった。バッラータはボッカッチョ（ボッカチオ）の『デカメロン（十日物語）』のそれぞれの日の終わりに歌われた（それらの詩に曲をつけたものでは唯一ロレンツォ・ダ・フィレンツェのものが現存している）。たとえばロッシ写本（Rossi Codex）の中にあるような初期のバッラータはモノフォニーだったが、後には、2声・3声のためのバッラータも見つかっている。バッラータの作曲家では、14世紀後半の作曲家フランチェスコ・ランディーニが有名で、他には、ランディーニと同時代人のアンドレア・ダ・フィレンツェ（Andrea da Firenze）や、バルトリーノ・ダ・パドヴァ（Bartolino da Padova）、ヨハンネス・チコーニア、ザッカーラ・ダ・テーラモらがいる。15世紀では、アルノルド・ド・ランタンやギヨーム・デュファイがバッラータを書いたが、彼らがバッラータを書いた最後の世代だった。